# 港南駅
港南駅（こうなんえき）は、北海道苫小牧市勇払にあった、苫小牧港開発が運営していた貨物線の貨物駅。新苫小牧駅から6.100km。

## 駅概要

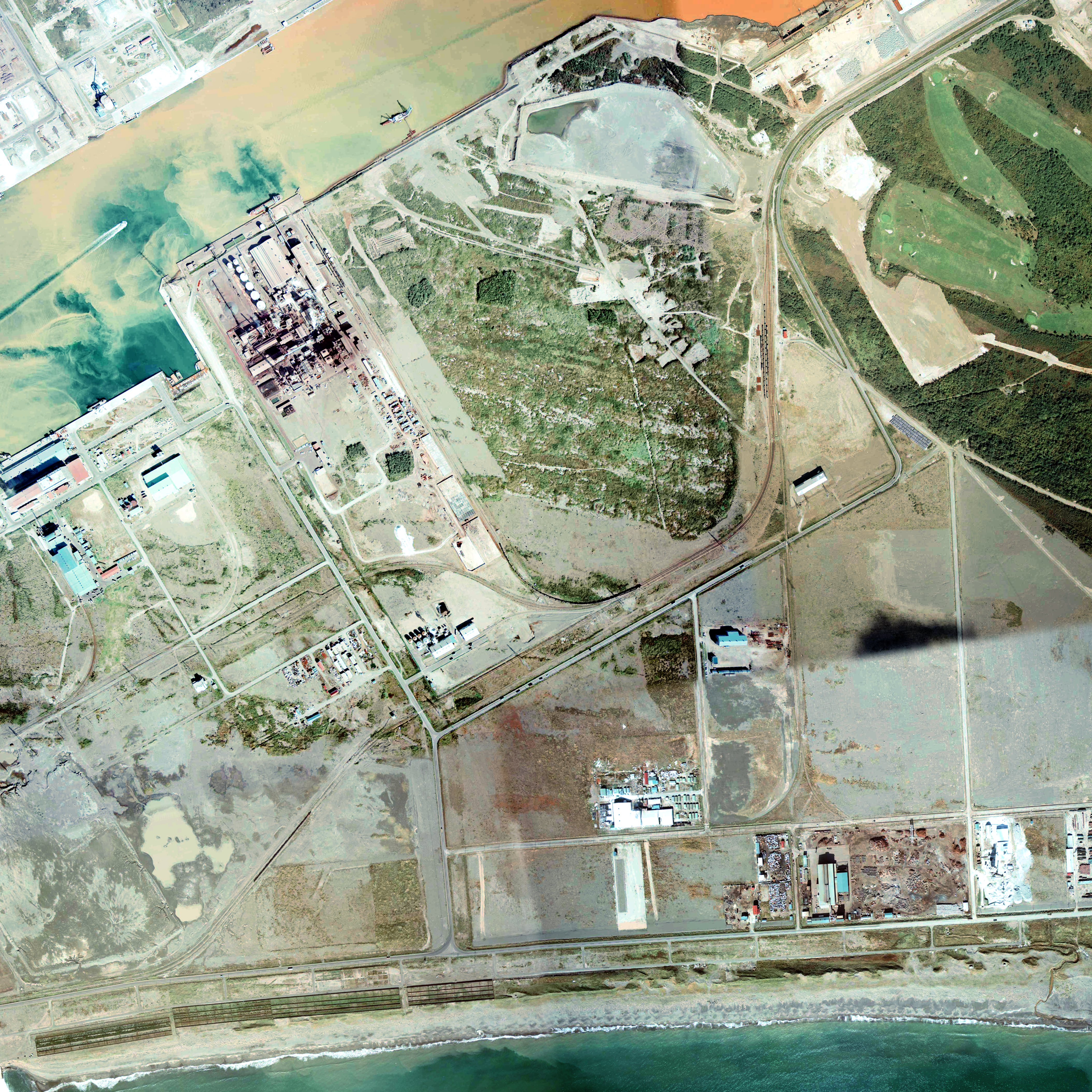
1975年の港南駅と周囲約2km範囲。右上から階段状に左下へ向かうのが本線で右上の貨物駅が当駅。右上が新苫小牧駅方面。駅周辺から写真中央の苫小牧ケミカルの敷地までが港南工業団地、下が勇払工業団地。左上に中央航路に面して中央南埠頭があるが、赤潮の発生と思われる海面変色が目立つ。駅から南の勇払団地へ向かうのが勇払幹線で、先端で東西二手に支線が分かれている。また港南団地の南側から3本の支線が分岐しているが、西へ向かう真ん中の軌道が港南幹線で、スイッチバック状に折り返す2つの支線が中央南埠頭手前の工場へ向かう。
南岸に沿って東西に走る道路は道道苫小牧環状線で、苫小牧港が開発される以前の1962年までは、その内陸側に日高本線の旧線が敷かれていた。石油埠頭駅からの本線の一部はこの軌跡に重なる。

当駅は路線の開通より1年遅れて開業した。当初は菱北化成苫小牧工場へ至る専用線が分岐しているのみであったが、苫小牧港中央埠頭・勇払埠頭に企業が進出したため徐々に接続する専用線の数は増加した。しかし1980年代になると次々に専用線は廃止されていき、苫小牧ケミカル苫小牧工場へ至るもののみが残った。また1991年（平成3年）に駅西側にトヨタ自動車北海道工場が竣工したが、同工場への専用線敷設計画は実現しなかった。残った苫小牧ケミカル線も濃硫酸の発送に使用されていたが、1994年（平成6年）ごろに使用されなくなり、当駅の貨物取扱は終了した。
当駅は、8本ほどの側線を有していた地上駅であった。駅南側へ向かってホクレン肥料苫小牧工場（旧・菱北化成苫小牧工場）へ至る専用線が分岐し、その線から清水鋼鉄苫小牧製鋼所へ至る専用線が分岐していた。駅西側に向かって日東エフシー苫小牧工場やホクレンくみあい飼料苫小牧工場、北海道飼料苫小牧工場へ至る専用線が分岐し、また苫小牧ケミカル苫小牧工場へ至る専用線は本線に沿ってU字を描き工場へ至っていた。

## 歴史
- 1969年（昭和44年）7月15日 開業。勇払幹線約1.5kmおよび菱北化成専用支線620m運用開始。
- 1970年（昭和45年） 
  - 勇払幹線延長。港南幹線新設。
  - 12月7日 ホクレン専用支線1008m運用開始（港南幹線から分岐）。
  - 12月21日 清水製鋼専用支線170m運用開始（勇払幹線から分岐）。
- 1972年（昭和47年）6月14日 苫小牧ケミカル専用支線2435m運用開始。
- 1974年（昭和49年）
  - 1月18日 北海道共同石灰専用支線110m運用開始（清水製鋼専用支線延長）。
  - 12月6日 北海道飼料専用支線677m運用開始（港南幹線から分岐）。
  - 12月22日 日東肥料化学工業専用支線697m運用開始。
- 1976年（昭和51年）
  - 3月28日 ホクレンくみあい飼料専用支線363m運用開始（ホクレン専用支線延長？）。
  - 8月31日 セントラル硝子専用支線497m運用開始（勇払幹線から分岐）。
- 1998年（平成10年）4月1日 休止。
- 2001年（平成13年）3月31日 廃止。

## 1985年時の常備貨車
- 北一産業運輸所有
  - タキ5750形（濃硫酸専用）2両
- 住商化学品販売所有
  - タキ300形（濃硫酸専用）4両
  - タキ4000形（濃硫酸専用）5両
  - タキ5750形（濃硫酸専用）5両
- ソーダニッカ所有
  - タキ4000形（濃硫酸専用）1両
  - タキ5750形（濃硫酸専用）2両
- 苫小牧ケミカル所有
  - タキ5750形（濃硫酸、発煙硫酸専用）10両
- 三井物産所有
  - タキ4000形（濃硫酸専用）7両

「昭和60年版私有貨車番号表」『トワイライトゾーンMANUAL13』ネコ・パブリッシング、2004年

## 現在の駅周辺
- トヨタ自動車北海道

## 隣の駅
苫小牧港開発
苫小牧港開発株式会社線
港北駅 - 港南駅 - 石油埠頭駅